# Расцветаев, Вячеслав Николаевич
Вячеслав Николаевич Расцветаев (16 августа 1933, Казань — 1 марта 2008, Москва) — советский и российский актёр, народный артист РСФСР (1984), лауреат Государственной премии СССР (1974).

## Биография
В 1958—1972 годах играл в Казанском театре юного зрителя, Башкирском академическом театре драмы, Казанском большом драматическом театре имени В. И. Качалова, Пермском академическом театре драмы.
С 1972 года актёр МХАТа.
Снимался в кинофильмах «Моя судьба» (1973), «Письмо из юности» (1973), «Мелодия на два голоса» (1980) и других.
Умер после тяжёлой продолжительной болезни. Похоронен в Москве на Троекуровском кладбище.
Жена — Светлана Никифоровна Болдырева, артистка МХАТ им. М. Горького.

## Творчество

### Роли в театре

#### Республиканский русский драматический театр БАССР(1960—1963)
- «Коллеги» по В. Аксёнову — Зеленин
- «Океан» А. Штейна — Часовников
- «Современные ребята М. Шатрова — Володя
- «Потерянный сын» А.Арбузова — Антон
- «Начало жизни» К. Финна — Сергей
- «Маскарад» М. Лермонтова — князь Звездич
- «На дне» М.Горького — Васька Пепел
- «Он сказал нет» Хеллянда — Фрэнк Уоррен
- «Цветы живые» Н. Погодина — Сева
- «Перед ужином» В. Розова — Гриша
- «Сержант милиции» Лазутина — Толик, Кулага
- «Опасный возраст» Нариньяни — Сергей, Бабусь
- «Илюшка смеётся» П. Винникова — Сергей, Андрей
- «Иркутская история» А. Н. Арбузова — Сергей, Виктор

#### Казанский большой драматический театр имени В. И. Качалова(1963—1965)
- «В день свадьбы» В.Розова — Василий
- «104 страницы про любовь» Э. Радзинского — Феликс
- «Мой бедный Марат» А. Арбузова — Марат
- «Верю в тебя» В. Коростылёва — Владимир
- «На диком Бреге» Б. Полевого — Надточиев
- «Женский монастырь» В. Дыховичного, М. Слободского — Наташин
- «Объяснение в ненависти» И. Штока — Засуха
- «Поднятая целина» по роману М. Шолохова — Половцев
- «До свидания, мальчики В. Балтера — Переверзев
- «Мадридская сталь» Лопе де Вега — Лисардо
- «Человек со звезды» К.Витлингера — Ганс Кифер
- «Камешки на ладони» А.Салынского — Дорм
- «Дамы и гусары» А. Фредро — Эдмунд
- «Хищница» О.Бальзака — Жозеф
- «В лесах» по Мельникову-Печерскому — Снежков

#### Пермский областной драматический театр(1967—1972)
- «Федра» Ж. Расина — Ипполит
- «Щит и меч» по роману В. Кожевникова — Иоганн Вайс, Генрих Шварцкопф
- «Блоха» по Н. С. Лескову — Левша
- «Отец» Ф. Кнорре — Федотов, Отец
- 1966 — «Затейник» В. С. Розова — Сергей
- 1967 — «Традиционный сбор» В. С. Розова — Сергей
- 1967 — «Царь Фёдор Иоаннович» А. К. Толстого. Постановка И. Т. Бобылёва — царь Фёдор
- 1968 — «На дне» М. Горького. Постановка И. Т. Бобылёва — Лука
- 1968 — «Странная Миссис Сэвидж» Д. Патрика. Постановка И. Т. Бобылёва — Ганнибал
- «Бесприданница» А. Н. Островского. Постановка И. Т. Бобылёва — Карандышев
- «Разлом» Б. А. Лавренёва. Постановка И. Т. Бобылёва — Штуббе
- «Платон Кречет» А. Е. Корнейчука. Постановка И. Т. Бобылёва — Платон Кречет
- «Дипломат» С. И. Алёшина — О,Креди
- «Океан» А. П. Штейна — Платонов
- «Тяжкое обвинение» Л. Р. Шейнина — Каргин
- «Камешки на ладони» А. Д. Салынского — Дорм
- «Под каштанами Праги» К. М. Симонова — Павел
- «За час до полуночи» — Генрих
- «Рабочая хроника» Б. Черенева — Егор
- «Стеклянный зверинец» Т. Уильямса — Том
- «Король Лир» У. Шекспира — Лир
- «Нашествии» Л. М. Леонова — Федор
- «Париж 1871» М. Агатова — Риго
- «Пока арба не перевернулась» О. Иоселиани — Агабо
- «Лисички» Л. Хеллман — Оскар Хаббард
- «Человек со стороны» И. Дворецкого — Чешков

#### МХАТ(1972—2008)
- 1972 — «Сталевары» Г. Бокарёва — Виктор Лагутин
- 1973 — «Долги наши» Э. Володарского — Крутов
- 1974 — «Шестое июля» М. Ф. Шатрова — Саблин
- 1974 — «Дни Турбиных» М. А. Булгакова — Алексей
- 1974 — «Медная бабушка» Л. Г. Зорина — Иван Филиппович, Мефистофель
- 1975 — «Последний шанс» В. В. Быкова — Кзендзов
- 1975 — «Заседание парткома» А. Гельмана — Шатунов
- 1976 — «Враги» М. Горького — Михаил Скроботов
- 1977 — «Святая святых» И. Друце — Груя
- 1977 — «Обратная связь» А. Гельмана — Кухаренко
- 1978 — «Горячее сердце» А. Н. Островского — Аристарх
- 1981 — «Возчик Геншель» Г. Гауптмана — Геншель
- 1986 — «Комиссия» по роману С. П. Залыгина. Режиссёр — Ф. Григорьян — Дерябин
- 1987 — «На дне» М. Горького — Татарин, позже — Лука
- 1988 — «Прощание с Матёрой» В. Г. Распутина. Режиссёр — А. С. Борисов — Богодул
- 1989 — «И будет день…» (“Свалка”) А. Дударева. Режиссёр — В. Белякович — Пифагор
- 1990 — «Макбет» У. Шекспира. Режиссёр — В. Белякович — Макбет
- 1992 — «Обрыв» И. А. Гончарова. Режиссёр — А. Созонтов — Нил Андреевич
- 1993 — «Лес» А. Н. Островского. Режиссёр — Т. В. Доронина — Бодаев
- «На всякого мудреца довольно простоты» А. Н. Островского — Крутицкий

### Фильмография
- 1973 — «Моя судьба»
- 1973 — «Письмо из юности»
- 1977 — «Заседание парткома» (фильм-спектакль МХАТа)
- 1980 — «Мелодия на два голоса»